# Leptokoenenia gerlachi
Espèce
Leptokoenenia gerlachi est une espèce de palpigrades de la famille des Eukoeneniidae.

## Distribution
Cette espèce est endémique d'Arabie saoudite. Elle se rencontre dans la plage de l'île Sarad Sarso dans les îles Farasan sur la mer Rouge.

## Étymologie
Cette espèce est nommée en l'honneur de Sebastian Adam Gerlach.

## Publication originale
- Condé, 1965 : Présence de Palpigrades dans le milieu interstitiel littoral. Comptes rendus hebdomadaires des séances de l'Académie des Sciences, vol. 261, p. 1898-1900.